# Apáti-Tóth Sándor
Apáti-Tóth Sándor (Cegléd, 1948. augusztus 8. –)  fotóművész, alkalmazott fotográfus.

## Élete
Családi indíttatásra választotta a fotográfiát, édesapja Tóth István (fotóművész). Nevet változtatott és az édesapjától gyökeresen eltérő stílust, képi világot alakított ki. Szimbólumrendszerből építkező fotográfiáit ciklusokba rendezi, az irodalmi kötődése erős.
16 éves korában kezdett el fényképezni. A ceglédi Kossuth Múzeum és a Ceglédi Hírlap fotósa. 1990–1992 között a Tekintet című irodalmi lap munkatársaként dolgozott. Elsősorban alkalmazott fotókat készített, napi- és hetilapokban jelentek meg a képei, de készített könyvborítókat, plakátokat, prospektusokat is. Fotótémái: tájak, emberek, szerelem, halál. Az eltűnő paraszti életforma tárgyai jelennek meg fényképein. Képeit legtöbbször sorozatokká, etűdökké rendezi.

„Hatalmas, őszinte hittel indultam fotográfusi pályámon; láttam a világ tisztátlanságát, az emberek gyarlóságát és ostobaságát, s meg akartam változtatni őket. Ideáimat fel nem adva utam későbbi szakaszaiban beértem azzal, hogy képeimet felmutatva megadjam azok nézőinek a töprengés lehetőségét.”

– Apáti-Tóth Sándor

Fotókiállításon szerepelt, majd külföldön is bemutatták munkáit különböző nagyvárosokban. A Fiatalok Fotóművészeti Stúdiójának egyik alapítója, a Magyar Fotóművészek Szövetségének és a Magyar Alkotóművészek Országos Egyesületének tagja.
Egyik leghíresebb műve, a hírhedt fejhallgatós fiú (bár a képnek eredeti címe nincs). A kép a saját fiáról, Apáti- Tóth Áron-ról készült egy szülinapi zsúron. Ez a kép később a Tilos Rádió logója a mai napig. Ez úgy történt, hogy egy grafikus meglátta a képet egy újságban, átalakította, és 20-30 ilyet kirakott a Budapesten. Majd amikor a Tilos Rádiónak logó kellett, valaki letépett egy ilyet, és egy hibajavítóval fölé írta hogy Tilos Rádió.

## Díjak-ösztöndíjak
- A Szocialista Kultúráért díj (1986)
- Minisztériumi Nívódíj (1987)

## Válogatott egyéni kiállítások
- 1970 • Szeged
- 1971 • Cegléd • Budapest
- 1982 • Jelek, Egri Kisgaléria, Eger
- 1985 • Etűdök, jelek, emlékek, Ernst Múzeum, Budapest (kat.) • Balassagyarmat
- 1986 • Emlékek, Kossuth Múzeum, Cegléd • Szolnok • Prága (CZ) • Helsinki (FIN) • Jelek, Komáromi Kisgaléria, Komárom
- 1988 • Talált képek, Fotóművészeti Galéria, Budapest (kat.) • Tápiószele
- 1992 • Ecce homo, Duna Galéria, Budapest • Ceglédi Galéria • Fotógaléria, Szolnok
- 2000 • Csöndek, Várfal Galéria, Székesfehérvár (kat.)
- 2002 • Talált képek, Szolnok
- 2004 • Közösen, apa és fia, Albertirsa
- 2005 • Miskolc
- 2007 • Nagykanizsa
- 2008 • Csöndek, Magyar Nemzeti Galéria, Budapest (kat.).

## Válogatott csoportos kiállítások
- 1965-től szerepel kiállításokon Magyarországon és külföldön.
- 1982 • Második. Fiatal Fotóművészek Stúdiója kiállítás, Budapest
- 1987 • Magyar Fotográfia ’87, Műcsarnok, Budapest.

## Művek közgyűjteményekben
- Magyar Nemzeti Galéria, Budapest
- Magyar Fotográfiai Múzeum, Kecskemét
- Kossuth Múzeum, Cegléd